# Нятяино
Нятяино (Нетяина) — деревня в Косинском районе Пермского края. Входит в состав Косинского сельского поселения. Располагается севернее районного центра, села Коса, на правом берегу Камы. Расстояние до районного центра составляет 33 км. По данным Всероссийской переписи населения 2010 года, в деревне проживало 16 человек (12 мужчин и 4 женщины).

## История
По данным на 1 июля 1963 года, в деревне проживало 54 человека. Населённый пункт входил в состав Пятигорского сельсовета.